# Love Story (canción de Taylor Swift)
«Love Story» (En español: «Historia de Amor») es una canción interpretada por la cantautora estadounidense Taylor Swift. Fue escrita por Swift y producida por Nathan Chapman, junto a ella. Fue publicada el 12 de septiembre de 2008 por Big Machine Records como el primer sencillo del segundo álbum de estudio de Swift, Fearless (2008). La canción fue escrita sobre un interés amoroso de Swift del que no era popular entre su familia y amigos. Debido a ello, Swift relacionó la trama de Romeo y Julieta (1597) de William Shakespeare y la utilizó como una fuente de inspiración para componer la canción. Sin embargo, ella reemplazó la trágica conclusión original de Romeo y Julieta con un final feliz. Es una canción midtempo con un tenor de ensueño, mientras que la melodía se construye continuamente. La letra es desde la perspectiva de Julieta.
La canción recibió reseñas positivas, los críticos elogiaron el estilo de escritura de Swift y la trama de la canción. También fue un éxito comercial, vendiendo más de ocho millones de copias en todo el mundo, por lo tanto, se estableció como uno de los sencillos más vendidos de todos los tiempos. En los Estados Unidos, la canción alcanzó el número 4 en el Billboard Hot 100 y vendió más de 5.673.000 descargas digitales, convirtiéndose en el sencillo de Swift más vendido hasta la fecha y la descarga más vendida por una artista femenina de country. También es uno de los sencillos más vendidos en los Estados Unidos y fue el sencillo digital de country más vendido de todos los tiempos allí. El sencillo fue certificado de platino siete veces por la Recording Industry Association of America (RIAA). A nivel internacional, «Love Story» se convirtió en el primer sencillo número uno de Swift en Australia, seguido de «Shake It Off» en 2014. La canción ha sido certificada triple platino por la Australian Recording Industry Association (ARIA). Es uno de los sencillos de mayor venta de todo el mundo, con ventas mundiales de más de ocho millones de unidades (según la IFPI).
El video musical de la canción fue dirigido por Trey Fanjoy, quien dirigió la mayoría de los vídeos anteriores de Swift. El video es una película de época que atrajo influencias de la época medieval, renacimiento y regencia británica (1813). De ello se desprende Swift y el modelo Justin Gaston, ya que se encuentran en un campus universitario y se imaginan a sí mismos en una era anterior. «Love Story» fue promovida a través de numerosas actuaciones en directo. La canción fue incluida en la primera, segunda y tercera gira de Swift, el Fearless Tour (2009-10), el Speak Now World Tour (2011-12), y Red Tour (2013-14), respectivamente. «Love Story» ha sido versionada por varios artistas, entre ellos Joe McElderry y Forever The Sickest Kids.

## Historia
En las palabras de Swift: "Es una canción que escribí cuando estaba saliendo con un chico quién no era exactamente una elección popular. Su situación era un poco complicada, pero no me importó. Comencé la canción con la línea, 'This love is difficult, but it's real.' Cuando escribí el final de la canción, me sentí como que era el final que toda chica quiere en su historia de amor. Es el final lo que quiero. Quieres a un chico quién no le importa lo que cualquiera piense, lo que cualquiera diga. Él sólo dice, 'Cásate conmigo, Julieta, te amo, y eso es todo lo que sé.' Es una especia de cuenta en un personaje de la nada, dónde está Romeo y Julieta, y no soy yo diciendo que me iré a casar o algo... Pero creo que es divertido escribirlo." Swift ha implicado la canción "White Horse" en base de la misma persona de "Love Story". La canción salió en la película: Cartas a Julieta, de Amanda Seyfried.
Además la cantante también dijo en sus palabras: "Esta canción la escribí pensando en un final diferente para la historia popular de Romeo y Julieta, ya que el final original de la historia siendo sincera lo odiaba, ya que no creía en ese momento que una historia de amor tan hermosa tuviera que terminar en un final tan triste".

## Composición
«Love Story» es una canción country pop con una duración de tres minutos y cincuenta y cuatro segundos. Según las partituras publicadas por Sony/ATV Music Publishing en el sitio Musicnotes, se encuentra en un compás de 4/4, con un tempo moderado de 120 pulsaciones por minuto. Está compuesta en la tonalidad de re mayor y sigue una progresión armónica basada en re9 adicional–la5 suspendida–si menor–sol69, mientras que la voz de Taylor se extiende desde la3 hasta si4. Swift canta «Love Story» suave y dulcemente, con influencias ligeras del twang que define a la canción como música country. Está basada en un gancho pop. La melodía es sencilla y contiene un ritmo juncoso que continuamente crece y concluye con un cambio de tonalidad a mi mayor.

## Críticas
La canción recibió críticas positivas en respuesta de los críticos. Jim Malec de The 9513 le dio a la canción "pulgares arriba". Aunque él dijo que la canción tenía "un final maravilloso e idealizado" y que parecía abarcar demasiado de una trama para una canción de cuatro minutos, sin embargo hizo nota de la letra, diciendo, "las complicaciones y dificultades alrededor de su amorío son tan graves como los de Julieta... el hecho que Swift, posiblemente la mayor estrella en éste momento, lo ha hecho aquí es un soplo de aire fresco, incluso sí la canción sigue un patrón lamentablemente no original." Agregó, "Ninguna de éstas críticas, sin embargo, tendrán un mayor impacto en la eficacia de la canción, o en su habilidad en tener un eco resonante con su público objetivo... Lo que es más, 'Love Story' muestra una artista dispuesta a tomar chances en aventurarse en la estructura del formato estándar de la canción, y en dejar que su personalidad brille a través de la letra en general que sigue un camino trillado."
Nick Levine de la página de Reino Unido Digital Spy, le dio a la canción tres estrellas y elogió a Swift por conocer "su camino a un estribillo en una radio amistosa" y dijo que ella "tiene encanto suficiente para sacar letra que esencialmente escribe a Romeo y Julieta con un final feliz." Concluyó su crítica de la canción diciendo "Como Meg Ryan, esto es totalmente cursi, pero difícil de no gustar."
Sin embargo, la historia de Romeo y Julieta se destina a ser considerado una tragedia en lugar de una historia de amor. Hay algunos que sienten que la canción tergiversa los ideales generales de la historia y crea una mala educación a la literatura clásica.
El 10 de noviembre de 2009, Swift fue galardonada con el premio BMI por "Canción Country del Año."
Tanto las versiones pop como la versión country de la canción fueron usadas en el tráiler de la película del 2010 Letters to Juliet.

## Posiciones
"Love Story" fue lanzado como sencillo el 12 de septiembre de 2008. Para la semana en la lista del 17 de septiembre de 2008, debutó en el número 25 en Hot Country Songs, convirtiéndose en el debut más alto en esa lista en su carrera. Para la lista en la semana del 22 de noviembre de 2008, se convirtió en el tercer número uno en la lista Hot Country Songs, aunque sólo pasó trece semanas en esa lista. En Billboard Hot 100, la canción debutó en el número 16 haciendo el quinto debut más alto en esa lista de Swift en su carrera (detrás de "Today Was a Fairytale", que debutó en el número dos, "Fearless", que debutó en el número nueve, "Change" que debutó en el número diez y "You're Not Sorry" que debutó en el número 11) y llegó al número cuatro. También se convirtió en su segundo éxito en las radios llegando al número dos en Billboard Hot 100 y número uno en Billboard Pop 100 Airplay. En agosto del 2010, vendió 4,654,000 descargas digitales legales en Estados Unidos.
El sencillo tuvo un éxito masivo internacional. El 22 de febrero de 2009, "Love Story" entró a UK Singles Chart en el número 22 sólo en descargas. El 1 de marzo de 2009, llegó al número dos, detrás de "My Life Would Suck Without You" de Kelly Clarkson. Swift es la primera cantante country en tener un top 10 en Reino Unido desde "Party for Two" de Shania Twain que llegó al número diez en el 2004, y Faith Hill en el número diez en el 2008 con "There You'll Be". "Love Story" pasó treinta y dos semanas dentro del top 100, que seis de ellos fueron en el top 10. Es a la fecha el sencillo más exitoso de Swift en Reino Unido.
La canción resultó ser un enorme éxito en Oceanía. En Australia, pasó dos semanas no consecutivas en el número uno en ARIA Singles Chart (en las semanas que finalizó el 23 de marzo y 6 de abril, respectivamente) y un récord de once semanas en el número dos en la misma cuenta. En Nueva Zelanda, llegó en la lista RIANZ Singles Chart en el número tres; sin embargo, llegó al número uno en el Top 10 Radio Airplay Chart, y sostuvo ese lugar por ocho semanas, que ha sido lo mayor que cualquier sencillo ha estado en el top en el 2009. También fue certificado Platino el 30 de agosto de 2009, vendiendo más de 15,000 copias. La canción llegó al top 3 en Japón en la semana de su lanzamiento.
La canción también pasó 29 semanas consecutivas en las listas venezolanas y llegó al número tres en las listas de fin de año por los mayores sencillos escuchados del 2009.
En la semana del 6 de junio de 2009, la canción llegó al número uno en US Hot Adult Contemporary Tracks convirtiéndose en su primer sencillo número uno en esta lista.
También cantó "Love Story" en el show para la campaña de caridad en Reino Unido Children in Need 2009. Después de su presentación donó £13 000.

## Videoclip
El videoclip fue estrenado en CMT el 12 de septiembre de 2008.
El video comienza con Swift viendo a un chico sentado bajo un árbol en día presenta, representado por Justin Gaston. Luego, hay escenas de vídeo alternándose en flashbacks y escenas en presente, que parece ser una alusión de Pride and Prejudice. Swift, vestida en un vestido de fiesta, es vista cantando fuera de un castillo mientras que está esperando por su versión de Mr. Darcy. Está cantando y algunas escenas se alternan con el pasado, dónde está bailando durante una gala con un joven. La "historia de amor" termina con la llegada del joven y el vídeo regresa al presente con escenas de The Scarlet Letter y Romeo y Julieta. El chico es visto levantarse y se acercan uno al otro. El vídeo ganó un premio CMA por Vídeo Musical del Año el 11 de noviembre de 2009.
Las escenas de los días presentes fueron filmadas en la universidad Cumberland en Lebanon, Tennessee, mientras que las escenas de las presentaciones fueron grabadas en el Castill Gwynn, fuera de Murfeesboro, Tennessee.

## Lista de canciones
Promo Sencillo en CD
1. "Love Story" (International Radio Mix)
2. "Love Story" (U.S. Pop Mix)
3. "Love Story" (U.S. Album Version)

Promo Remix Sencillo en CD
1. "Love Story" (Radio Edit)
2. "Love Story" (J Stax Full Mix)
3. "Love Story" (J Stax Edit)
4. "Love Story" (Digital Dog Remix)
5. "Love Story" (Digital Dog Edit)
6. "Love Story" (Digital Dog Dub)

Reino Unido Sencillo en CD
1. "Love Story" (Radio Edit)
2. "Beautiful Eyes"
3. "Love Story" (Digital Dog Radio Mix)

## Versiones
Kidz Bop Kids Preforma un Kidz Bop 15
Bella Taylor Preformado en es canciones un Celtic Woman: The Love Songs (2010)

## Listas
| Chart (2008-2020)                            | Posición |
| -------------------------------------------- | -------- |
| Argentina Top 100                            | 38       |
| Australian ARIA Singles Chart                | 1        |
| Austrian Singles Chart                       | 40       |
| Belgian Singles Chart (Wallonia)             | 39       |
| Brasil Hot 100                               | 18       |
| Canadian Adult Contemporary Singles          | 1        |
| Canadian Radio & Records Country Singles     | 1        |
| Chilean Top Songs                            | 18       |
| Danish Singles Chart                         | 16       |
| Dutch Singles Chart                          | 13       |
| Eurochart Hot 100 Singles                    | 10       |
| French Singles Chart                         | 14       |
| German Singles Chart                         | 22       |
| Greek International Airplay Chart            | 14       |
| Irish Singles Chart                          | 3        |
| Israeli Singles Chart                        | 5        |
| Japan Hot 100 Singles                        | 3        |
| Japan Hot 100 Adult Cortemporary Chart       | 8        |
| Malasia (Music Weekly)                       | 15       |
| New Zealand RIANZ Singles Chart              | 3        |
| Norwegian Singles Chart                      | 7        |
| Swedish Singles Chart                        | 10       |
| Swiss Singles Chart                          | 50       |
| UK Singles Chart                             | 2        |
| U.S. Billboard Hot 100                       | 4        |
| U.S. Billboard Hot Country Songs             | 1        |
| U.S. Billboard Pop 100                       | 3        |
| U.S. Billboard Hot Adult Contemporary Tracks | 1        |

### Listas de fin de año
| Lista (2009)                      | Posición |
| --------------------------------- | -------- |
| Australian Singles Chart          | 3        |
| New Zealand Singles Chart         | 13       |
| UK Singles Chart                  | 29       |
| US Billboard Hot 100              | 5        |
| Centro América Best Singles Chart | 30       |

## Love Story (Taylor's Version)
«Love Story (Taylor's Version)» es la regrabación de «Love Story». Fue lanzada el 12 de febrero de 2021, a través de Republic Records, como el sencillo principal de Fearless (Taylor's Version), la regrabación de su segundo álbum de estudio, Fearless. La canción alcanzó el número uno en Malasia, entró en el top 10 en Canadá, Irlanda, los Países Bajos y Singapur, y encabezó la lista de Hot Country Songs de EE. UU., Lo que le dio a Swift su octavo sencillo número uno en la lista.

### Antecedentes y lanzamiento
En agosto de 2019, Swift reveló su decisión de volver a grabar sus primeros seis álbumes de estudio después de que sus grabaciones masterizadas fueran vendidas al empresario estadounidense Scooter Braun tras la compra de su antiguo sello discográfico, Big Machine Records. Love Story (Taylor's Version) fue la primera pista regrabada que Swift reveló al público cuando se usó como un jingle para un anuncio de Match.com, escrito por el actor Ryan Reynolds, en diciembre de 2020. El 11 de febrero de 2021, en Good Morning America y a través de sus cuentas de redes sociales, Swift anunció una versión regrabada de su segundo álbum de estudio, Fearless, titulado Fearless (Taylor's Version), lanzado el 9 de abril de 2021. Love Story (Taylor's Version) sirve como un sencillo de la regrabación.
Un video con la letra de Love Story (Taylor's Version) fue lanzado a YouTube. Presenta fotografías de Swift con sus admiradores, que The Times of India calificó como un movimiento que reemplaza a Romeo con los fanáticos de la cantante. Rolling Stone compartió el mismo punto de vista, afirmando que el video muestra «el amor entre artistas y fanáticos».
El 26 de marzo de 2021, se lanzó una versión electrónica de Love Story (Taylor's Version) remezclada por la productora sueca Elvira.

### Composición
La versión regrabada se mantiene fiel a la versión de 2008, sin apartarse de la producción original. Muchos de los mismos músicos que tocaron en la versión de 2008 también participaron en la regrabación. Sin embargo, hay un cambio notable en el timbre de la voz de Swift en la versión de 2021, que tiene un tono «más redondo y completo», libre de gran parte de su acento country más antiguo. Se volvió a grabar con mayor precisión y un contraste más marcado entre los instrumentales; los rasgueos de banjo, platillos y violines en Love Story (Taylor's Version) son más prominentes, con bajos claramente definidos, baterías más fuertes, guitarras eléctricas menos duras y armonías más bajas en la mezcla.

### Recepción crítica
El crítico de Rolling Stone, Simon Vozick-Levinson, describió Love Story (Taylor's Version) como una «actualización brillante y agridulce de un clásico», equipada con más emoción, instrumentos pulidos y técnica vocal. La escritora de Pitchfork, Vrinda Jagota, elogió a Swift por su compromiso de volver a visitar su trabajo adolescente sin vergüenza, y lo calificó como «una muestra de propiedad y agencia de una mujer adulta». Mikael Wood de Los Angeles Times opinó que Love Story sigue siendo un clásico, notando cómo la versión regrabada es «virtualmente indistinguible» de su contraparte de 2008. Al describir esta similitud como una «decepción» desde que Swift alcanzó la madurez artística con sus álbumes Folklore y Evermore de 2020, Wood reconoció que los derechos de Love Story podrían pertenecer completamente a la cantante, al hacerlo.
Hannah Mylrea, que escribe para NME, lo calificó como una «encantadora explosión de nostalgia» con una producción mejorada, donde Swift logra preservar el «brillo y la calidez» que hicieron de Love Story un éxito. Mylrea agregó que Swift usó su nueva voz poderosa para canalizar su yo más joven en la versión 2021, mientras que la versión 2008 tenía un tono más «serio». Elogiando la interpretación vocal de Swift, Shirley Li de The Atlantic escribió que la voz de la cantante a los 31 años es «mucho más rica», con un tono controlado y un staccato preciso. Li concluyó que la versión de 2008 contenía las «voces ansiosas y sin aliento de Swift que capturaron esa sensación completamente adolescente de fantasear con un nuevo enamoramiento», mientras que la versión de 2021 «evoca una nostalgia madura y divertida». Kevin John Coyne de Country Universe declaró que «el violín y el banjo más pronunciados» redujeron el «brillo pop» de la canción, lo que dio lugar a «una sensación más terrenal y sólida».
Richard S. He, revisando para Billboard, quedó impresionado con la mezcla de la canción. Escribió que el original era «una mezcla fuerte, dinámicamente plana y master diseñada para salir de los altavoces de la radio FM», mientras que la versión regrabada ofrece una mezcla equilibrada, exuberante e «impresionante» que eleva la atmósfera de ensueño de la canción. También señaló que los instrumentos en el coro del original «parecían fundirse en una gran pared de sonido», mientras que Love Story (Taylor's Version) cuenta con un ambiente con instrumentos individuales. En su reseña de la BBC, Mark Savage escribió que las dos versiones eran apenas diferentes, alabando la calidad «más nítida» de Love Story (Taylor's Version), que permite a los oyentes captar detalles instrumentales que se perdieron en la versión de 2008. Destacó que la voz y la enunciación maduras de Swift añaden profundidad y calidez a la canción, al tiempo que captura la «inocencia romántica» de un adolescente.

### Desempeño comercial
En los Estados Unidos, Love Story (Taylor's Version) vendió 10 000 descargas digitales y obtuvo 5,8 millones de transmisiones bajo demanda en su primer día de lanzamiento. Si bien no se promovió activamente a la radio, la versión atrajo 144 reproducciones en 89 estaciones de radio para un total de 777 000 impresiones de audiencia.
Con 25 000 ventas y 13,7 millones de reproducciones, Love Story (Taylor's Version) se ubicó en la cima de la lista de Hot Country Songs de EE. UU., Lo que le dio a Swift su octavo sencillo número uno y su primer debut número uno en la lista; marcó su primer éxito en las listas desde We Are Never Ever Getting Back Together. Se convirtió en la primera artista en liderar la lista en las décadas de 2000, 2010 y 2020, y la segunda artista en la historia en enviar tanto la versión original como la regrabada de una canción al primer lugar, después de Dolly Parton con I Will Always Love You. En otros lugares, Love Story (versión de Taylor) encabezó las listas de ventas de Digital Songs (el 22.º puesto número uno de Swift), ventas de canciones digitales de país (15.º número uno de récord) y de Hot Country Songs. La canción debutó y alcanzó el puesto número 11 en el Billboard Hot 100, marcando su entrada número 129 en la lista, la mayor cantidad de entradas entre las mujeres. Salió de la lista la semana siguiente.

### Créditos y personal
Créditos adaptados de Tidal.
- Taylor Swift - voz principal, composición, producción
- Christopher Rowe - producción, ingeniería de grabación
- David Payne - ingeniería de registros
- John Hanes - ingeniería
- Randy Merrill - ingeniería maestra
- Serban Ghenea - mezcla
- Sam Holland - ingeniería vocal
- Sean Badum - asistente de ingeniería de grabación
- Mike Meadows - coros, guitarra acústica, banjo, mandolina
- Paul Sidoti - coros, guitarra eléctrica
- Caitlin Evanson - coros
- Amos Heller - bajo
- Matt Billingslea - batería
- Max Bernstein - guitarra eléctrica
- Jonathan Yudkin - violín

### Listas
| Lista (2021–2022)                           | Posición más alta |
| ------------------------------------------- | ----------------- |
| Australia (ARIA)                            | 21                |
| Bélgica (Flandes) (Ultratip Bubbling Under) | 24                |
| Canadá (Canadian Hot 100)                   | 7                 |
| Canada AC (Billboard)                       | 23                |
| Euro Digital Song Sales                     | 10                |
| Global 200 (Billboard)                      | 7                 |
| Irlanda (IRMA)                              | 7                 |
| Letonia (EHR)                               | 2                 |
| Malasia (RIM)                               | 1                 |
| Países Bajos (Single Tip)                   | 6                 |
| Nueva Zelanda (Recorded Music NZ)           | 18                |
| Portugal (AFP)                              | 68                |
| Singapur (RIAS)                             | 3                 |
| Suecia (Sverigetopplistan)                  | 62                |
| Reino Unido (UK Singles Chart)              | 12                |
| US Billboard Hot 100                        | 11                |
| US Adult Contemporary (Billboard)           | 25                |
| US Adult Top 40 (Billboard)                 | 39                |
| Estados Unidos (Country Airplay)            | 57                |
| US Hot Country Songs (Billboard)            | 1                 |
| US Rolling Stone Top 100                    | 4                 |

| Lista (2021)                     | Posición |
| -------------------------------- | -------- |
| US Hot Country Songs (Billboard) | 80       |

### Historial de versiones
| Región | Fecha                 | Formato                     | Versión      | Discográfica | Ref. |
| ------ | --------------------- | --------------------------- | ------------ | ------------ | ---- |
| Varios | 12 de febrero de 2021 | Descarga digital, streaming | Original     | Republic     |      |
| Varios | 26 de marzo de 2021   | Descarga digital, streaming | Elvira Remix | Republic     |      |

## Créditos y personal
Créditos adaptados de la plataforma Tidal.
| Músicos - Taylor Swift — artista principal - Amos Heller — bajo - Caitlin Evanson — vocales de fondo - Jonathan Yudkin — violín - Matt Billingslea — batería - Max Bernstein — guitarra eléctrica - Mike Meadows — banjo, guitarra acústica, mandolina, vocales de fondo - Paul Sidoti — vocales de fondo, guitarra eléctrica | Técnicos - Taylor Swift — producción - Christopher Rowe — ingeniero de grabación, producción - David Payne — ingeniero de grabación - John Hanes — ingeniero - Randy Merrill — ingeniero de masterización - Sam Holland — ingeniero vocal - Sean Badum — asistente de ingeniero de grabación |

## Historial de lanzamiento
| Región | Fecha                 | Formato                     | Discográfica | Ref.   |
| ------ | --------------------- | --------------------------- | ------------ | ------ |
| Varios | 12 de febrero de 2021 | descarga digital, streaming | Republic     | [ 69 ] |